# Eduard Niermans
Eduard Johan Niermans (Enschede, 30 mei 1859 - Montlaur, Aude (Frankrijk), 19 oktober 1928) was een Frans-Nederlandse architect uit de belle époque.

## Beknopte biografie
Niermans was het jongste kind van architect Gerrit Doorwaard Niermans en zijn vierde vrouw Johanna Margaretha Sangster. Zijn vader was begonnen als timmerman, werd hoofd van de weefschool in Goor en sloot zijn loopbaan af als architect.
Eduard studeerde architectuur aan de Polytechnische School te Delft (de huidige Technische Universiteit Delft) en behaalde in 1883 de bul. De Delftsche studenten-almanak voor het jaar 1882 vermeldt: ingeschreven als zijnde geen lid van het corps. In november 1882 behaald hij het diploma voor de middelbare opleiding Rechtlijning teekenen en de perspectief M2.
Hij verhuisde in 1883 naar de quai d'Anjou in Parijs en woonde daar tot 1894 waarna hij verhuisde naar de rue de Maubeuge. In 1896 vestigde hij zijn bedrijf aan de Square d'Orléans en de rue Taitbout, op dit laatste adres woonde hij ook privé tot 1928. Zijn eerste jaren in Parijs werkte hij als ontwerper van meubels en decoraties voor interieurs. In het bouwkundig weekblad van januari 1887 werd bijvoorbeeld een ontwerp voor een lamp getoond met een uitgebreide beschrijving door Niermans. In 1887 diende hij een ontwerp in voor het Sociëteitsgebouw in het Haagse Bosch, het werd niet gekozen. In 1889 werd hij door de Franse overheid onderscheiden naar aanleiding van zijn bijdrage aan de wereldtentoonstelling van 1889 (ontwerp en inrichting van het Javaanse paviljoen bij de Nederlandse inzending). Hij werd ridder in de orde van het Legioen van Eer (Ordre national de la Légion d'honneur) en in de Koninklijke Orde van Cambodja.
Na 1890 richtte hij zich uitsluitend op architectuur en ontwikkelde hij een geheel eigen stijl waarin de Nederlandse invloeden herkenbaar waren. Hij had een uitgebreide kennis van stijlen uit het verleden en een goed inzicht in wat het publiek verlangde. In 1895 werd hij als Frans staatsburger genaturaliseerd en werd lid van de Central Society of Architecture (gesponsord door de architect Charles Garnier), (In 1905 veranderde hij officieel zijn naam van Eduard Johan in Edouard-Jean.)
Hij trouwde in 1895 met Louise Marie Héloïse Dewachter (1871-1963). Het echtpaar kreeg drie kinderen: Jean, architect (geboren in 1897), Hélène (geboren 1901) en Édouard (geboren in 1904). In 1909 opende hij het Agence sur la Côte d'Azur aan de boulevard du Mont Boran in Nice. Vanaf die tijd woonde hij ook in de Villa des Eucalyptus in Nice, een lustoord door hem zelf ontworpen. Édouard-Jean Niermans stierf op 19 oktober 1928 in zijn kasteelwijngaard in Montlaur, hij werd begraven in Saint-Laurent-du-Var op de begraafplaats Saint Marc op enkele kilometers ten westen van Nice.

## Erkenning
In 2022 werd Niermans postuum toegevoegd aan de Alumni Walk of Fame ter gelegenheid van het 180-jarig bestaan van de TU Delft.

## Oeuvre
Belangrijkste werken:
- Théâtre Marigny , Avenue des Champs-Élysées, Parijs
- 1889: Moulin Rouge in het 18e arrondissement van Parijs
- 1889: Théâtre des Capucines , Boulevard des Capucines in het 8e arrondissement van Parijs
- 1892-1896: Théâtre de Paris , restauratie
- 1894: Le Trianon (theater) , Montmartre
- 1894-1898: Renovatie van het Théâtre Marigny , in het 8e arrondissement van Parijs (vanuit een panorama gebouwd door Charles Garnier)
- 1899-1900: Koninklijk paleis in Oostende in België voor de Compagnie internationale des Grands Hôtels
- 1900-1901: appartementengebouw, 12 rue Meynadier in het 19e arrondissement van Parijs
- 1900 Restaurantzaal van het hippodroom van Montmartre (1900-1907), Parijs op de hoek van de rue Caulaincourt en de rue Forest (ook wel Hippodrome Brd. de Clichy).
- 1902-1903: Hotel op 12-14 rue Boucher de Perthes; chalets op 2-4 rue Duquesne; villa's op 29 & 35 avenue du Marechal Foch in Mers-les-Bains (Somme)
- 1903-1905: Hotel du Palais, Biarritz (Pyrénées-Atlantiques), reconstructie (ontwerp van eerdere architecten)
- 1906-1907: Hotel Savoy in Fontainebleau -Avon (Seine-et-Marne)
- 1908: Hôtel de Paris Monte-Carlo, renovatie
- 1911-1912: Appartementsgebouw, 37bis Promenade des Anglais in Nice (Alpes-Maritimes)
- 1911-1913 Hôtel Pyrénées Palace, Bagnères-de-Luchon (Haute-Garonne)
- 1911-1913: Hôtel Negresco voor Henri Negresco en Alexandre Darracq, Promenade des Anglais in Nice, met de schilders H. Lucas en P. Gervais en de decorateur Barbéris
- 1912-1915: Park-Palace-gebouw, boulevard des Moulins en avenue Saint-Michel, Monte Carlo, Monaco
- 1914-1919: Bouw van het théâtre Mogador (operationeel architect), 25 rue de Mogador in het 9e arrondissement van Parijs
- 1920-1926: Villa du Paradou (later bekend als Villa Le Colombier), 162 Boulevard du Mont-Boron, Nice (voor zichzelf en later zijn dochter, Hélène Niermans)
- 1926-1929: Villa 18 Avenue du Docteur Roux, Nice, met Jean Nierman

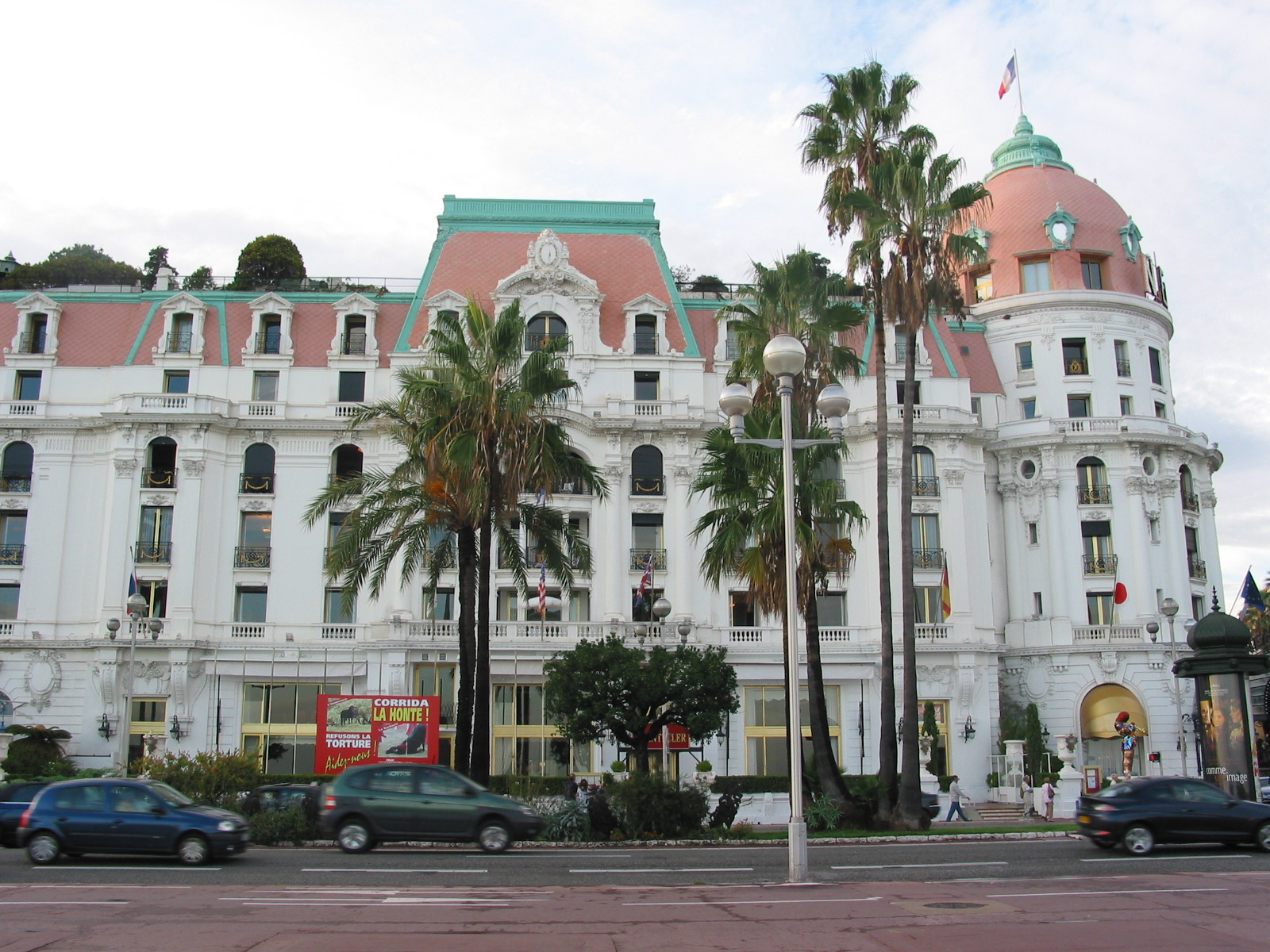
Hotel Negresco in Nice
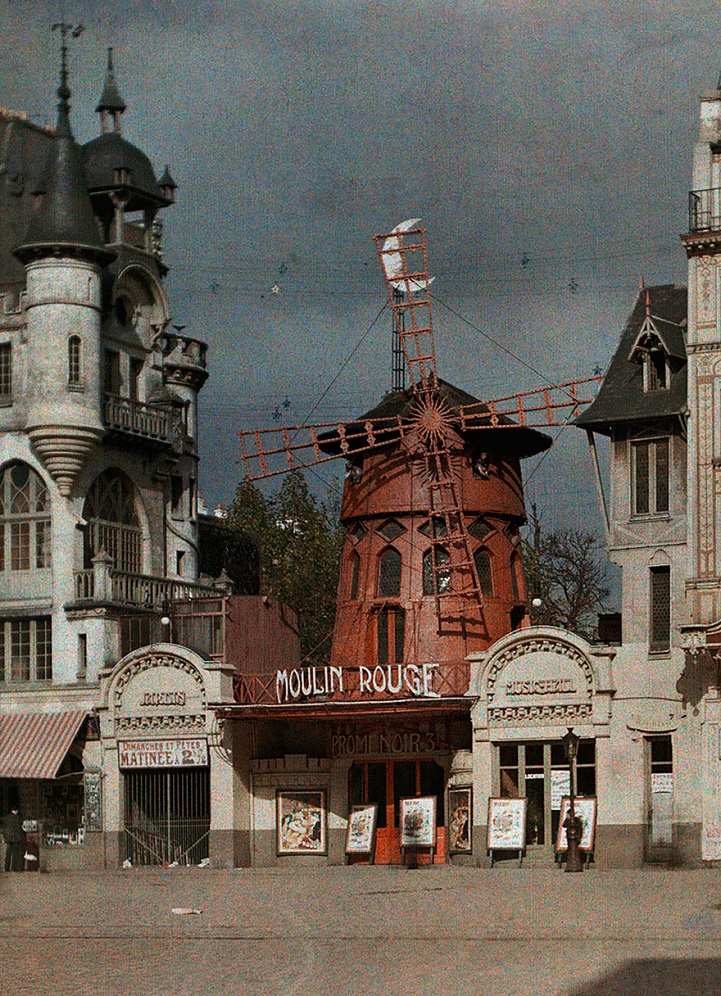
Moulin Rouge, 1914
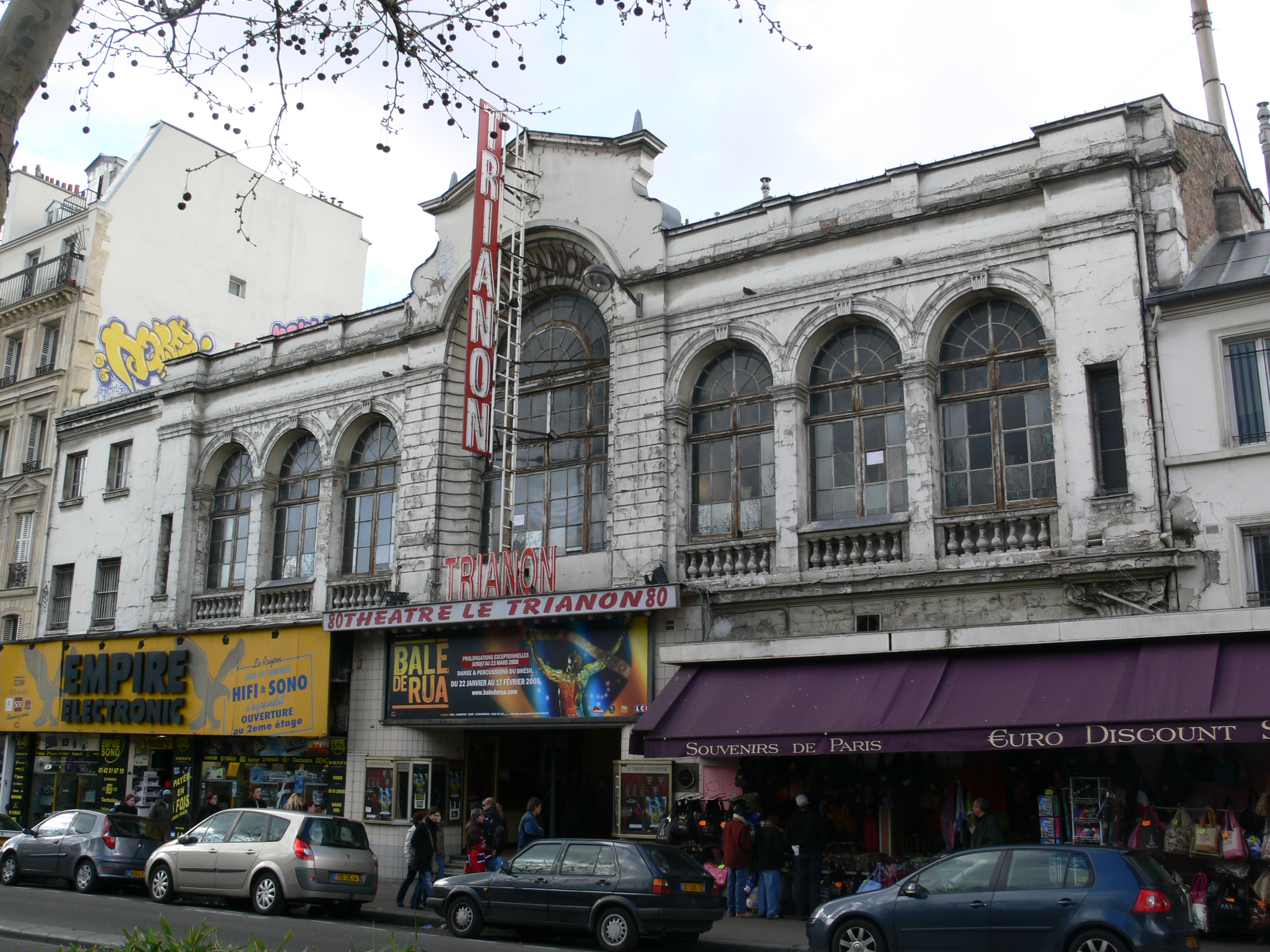
Trianon Paris
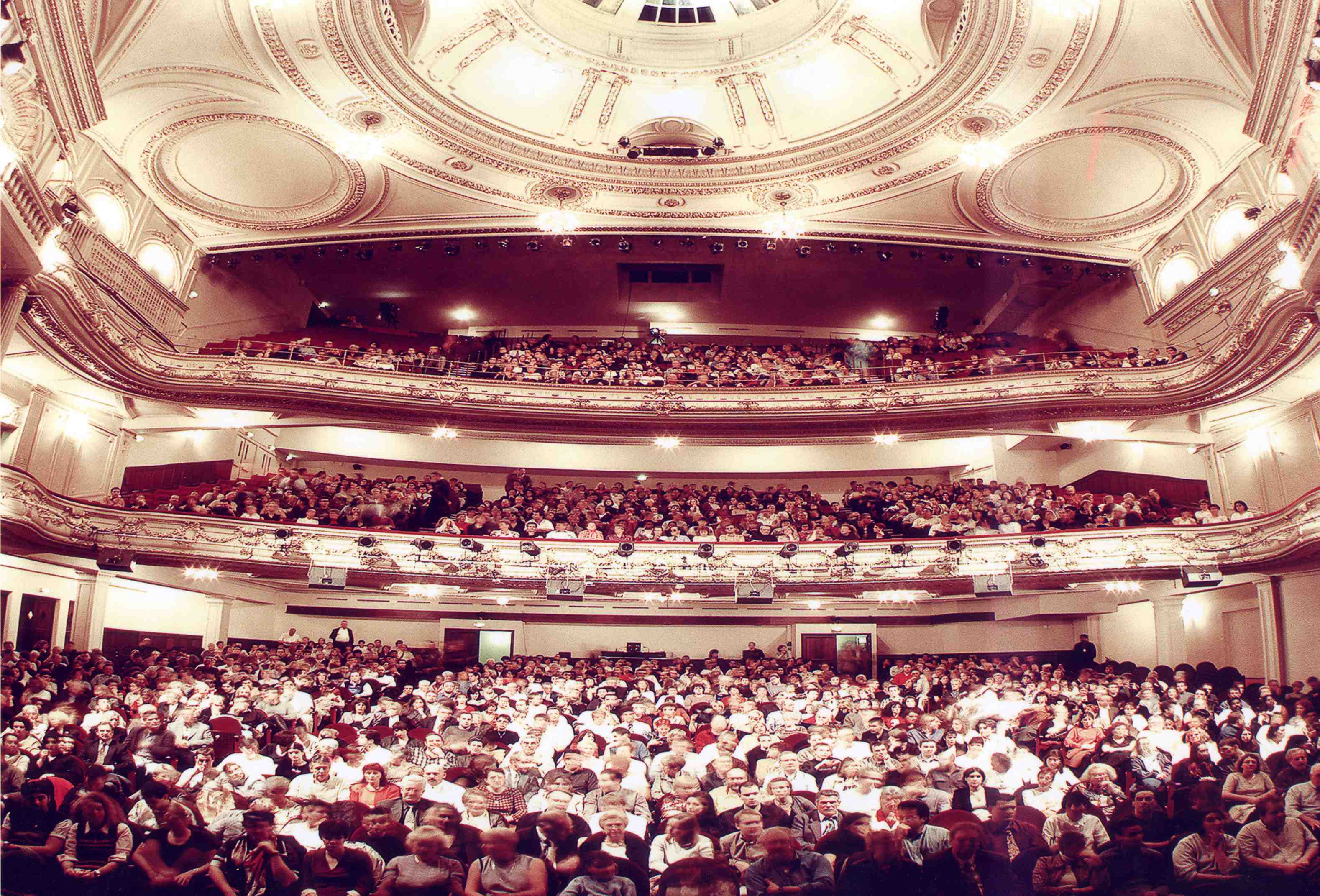
Mogador interior
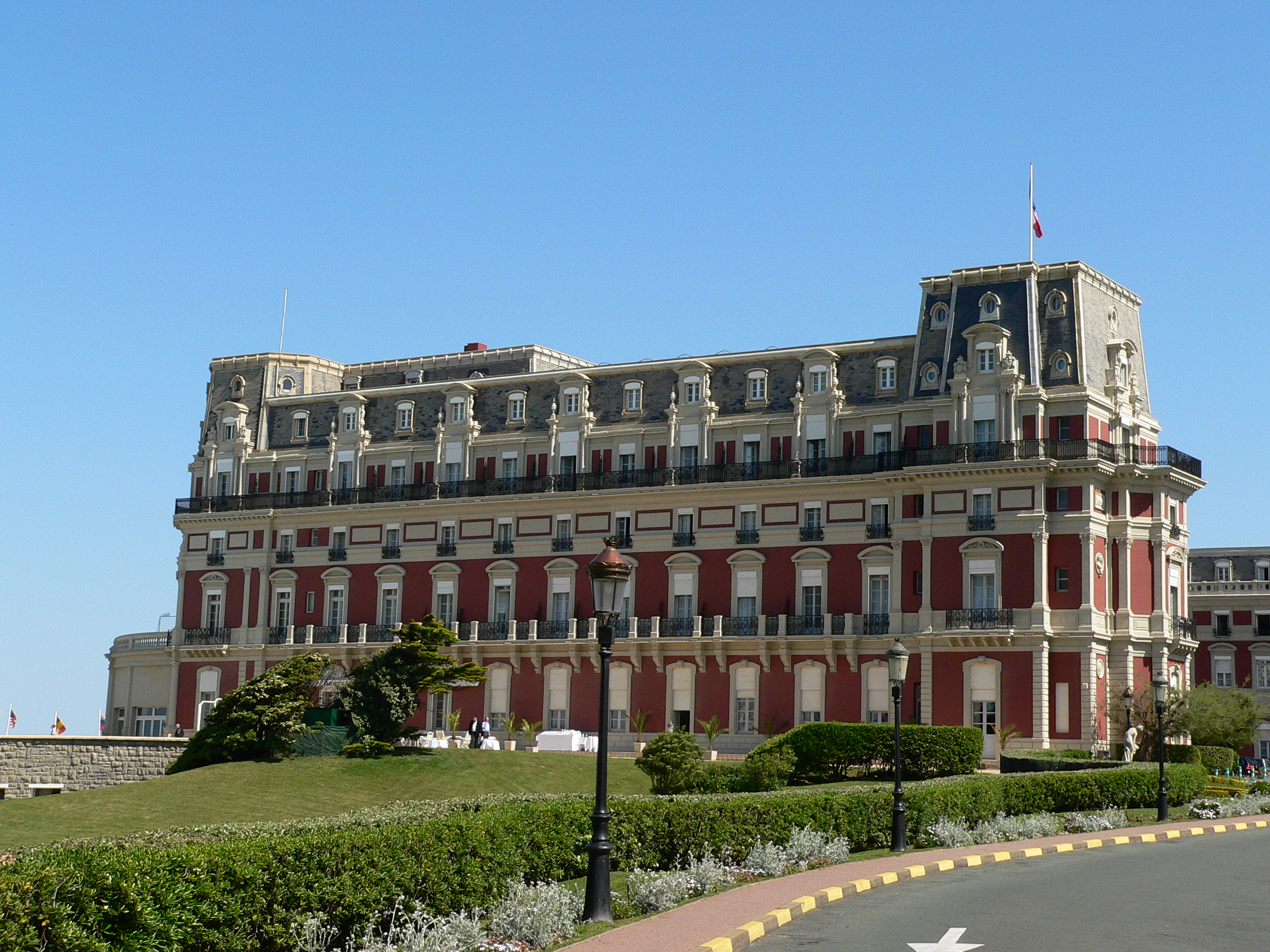
Hotel du Palais, Biarritz

- Bibliothèque nationale de France: cb12006278c (data)
- Biografisch Portaal: 01919711
- Gemeinsame Normdatei: 123348900
- International Standard Name Identifier: 0000 0001 1630 7224
- Library of Congress Control Number: n93120890
- Nederlandse Thesaurus van Auteursnamen: 096749105
- RKD-Nederlands Instituut voor Kunstgeschiedenis: 93251
- Système universitaire de documentation: 028174747
- Union List of Artist Names: 500109959
- Virtual International Authority File: 43522305
- WorldCat: E39PBJhMdGQBXr9Pxrf9TgqYT3